# Чеві-Чейз-Секшен-Файв (Меріленд)
Чеві-Чейз-Секшен-Файв (англ. Chevy Chase Section Five) — селище (англ. village) в США, в окрузі Монтгомері штату Меріленд. Населення — 672 особи (2020).

## Географія
Чеві-Чейз-Секшен-Файв розташоване за координатами 38°59′3″ пн. ш. 77°4′26″ зх. д. / 38.98417° пн. ш. 77.07389° зх. д. (38.984032, -77.073942).  За даними Бюро перепису населення США в 2010 році селище мало площу 0,27 км², уся площа — суходіл.

## Демографія
Згідно з переписом 2010 року, у селищі мешкало 658 осіб у 222 домогосподарствах у складі 191 родини. Густота населення становила 2478 осіб/км².  Було 226 помешкань (851/км²).
Расовий склад населення:
| - 95,6 % — білих - 2,1 % — азіатів - 0,2 % — чорних або афроамериканців |

До двох чи більше рас належало 1,8 %. Частка іспаномовних становила 3,3 % від усіх жителів.
За віковим діапазоном населення розподілялося таким чином: 31,2 % — особи молодші 18 років, 55,9 % — особи у віці 18—64 років, 12,9 % — особи у віці 65 років та старші. Медіана віку мешканця становила 44,0 року. На 100 осіб жіночої статі у селищі припадало 87,5 чоловіків;  на 100 жінок у віці від 18 років та старших — 92,8 чоловіків також старших 18 років.
За межею бідності перебувало 4,5 % осіб, у тому числі 3,9 % дітей у віці до 18 років та 1,8 % осіб у віці 65 років та старших.
Цивільне працевлаштоване населення становило 311 осіб. Основні галузі зайнятості: науковці, спеціалісти, менеджери — 34,7 %, фінанси, страхування та нерухомість — 18,3 %, освіта, охорона здоров'я та соціальна допомога — 12,9 %, публічна адміністрація — 8,4 %.